# Voetbalkampioenschap van Sleeswijk-Holstein 1929/30
In 1929/30 werd het zevende voetbalkampioenschap van Sleeswijk-Holstein gespeeld, dat georganiseerd werd door de Noord-Duitse voetbalbond.
Na één jaar onderbreking werd er opnieuw een competitie gespeeld. Het voorgaande seizoen vond er een revolutie plaats in Noord-Duitsland omdat de grote clubs, waaronder Holstein Kiel, vonden dat de vele competities het niveau van de clubs niet ten goede kwam op nationaal vlak. Zij richtten een eigen competitie op met tien clubs. De voetbalbond gaf ten dele gehoor aan de rebellen, die voornamelijk uit de competitie van Groot-Hamburg kwamen, al werd hun doel niet helemaal bereikt. De elf bestaande competitie werden herleid naar zes competities. De twee reeksen van Eider en Förde werden samengevoegd tot één reeks voor Sleeswijk-Holstein. SpV Hohenzollern-Hertha Kiel was in 1928 failliet gegaan en was er nu niet meer bij.
Holstein Kiel werd kampioen en plaatste zich voor de Noord-Duitse eindronde. Als vicekampioen was ook Borussia Gaarden geplaatst. Gaarden verloor in de eerste ronde van Arminia Hannover. Kiel versloeg Wilhelmsburger FV 1909 en Hannoversche SpVgg 1897 en plaatste zich voor de groepsfase, die ze wonnen.
Hierdoor plaatste de club zich voor eindronde om de Duitse landstitel. Na overwinningen op VfB Leipzig, Eintracht Frankfurt en Dresdner SC bereikte de club de finale waarin het verloor van Hertha BSC.

## Oberliga
| Plaats | Club                         | Wed. | W  | G | V  | Saldo | Ptn   |
| ------ | ---------------------------- | ---- | -- | - | -- | ----- | ----- |
| 1.     | KSV Holstein Kiel            | 14   | 12 | 1 | 1  | 74:14 | 25:3  |
| 2.     | FSV Borussia 03 Gaarden      | 14   | 8  | 2 | 4  | 43:26 | 18:10 |
| 3.     | SC Olympia 09 Neumünster     | 14   | 7  | 1 | 6  | 27:29 | 15:13 |
| 4.     | VfR Neumünster               | 14   | 7  | 0 | 7  | 22:36 | 14:14 |
| 5.     | FC 02 Kilia Kiel             | 14   | 5  | 3 | 6  | 37:34 | 13:15 |
| 6.     | SV Eintracht Flensburg       | 14   | 6  | 0 | 8  | 21:36 | 12:16 |
| 7.     | VfB Union-Teutonia 1908 Kiel | 14   | 4  | 3 | 7  | 27:43 | 11:17 |
| 8.     | Gaarden BV 1923              | 14   | 1  | 2 | 11 | 23:56 | 4:24  |

|  | Kampioen, geplaatst voor de Noord-Duitse eindronde |
|  | Geplaatst voor de Noord-Duitse eindronde           |
|  | Degradatie                                         |